# البيت المطلي
البيت المطلي (بالإنجليزية: A Painted House) هو كتاب للكاتب الأميركي جون غريشام نُشر عام 2001. تصف حبكة الكتاب حياة عائلة أميركية من ولاية أركنساس خلال خمسينيات القرن الماضي. القصة تُروى من قبل الولد لوك تشاندلر الذي هو أصغر ولد في عائلةٍ من مزارعي القطن تعمل جهدها بشكل دائم لكسب ما يكفي من المال لسداد ديونها. تتأثر أحداث القصة بحياة غريشام الشخصية وطفولته في أركنساس.

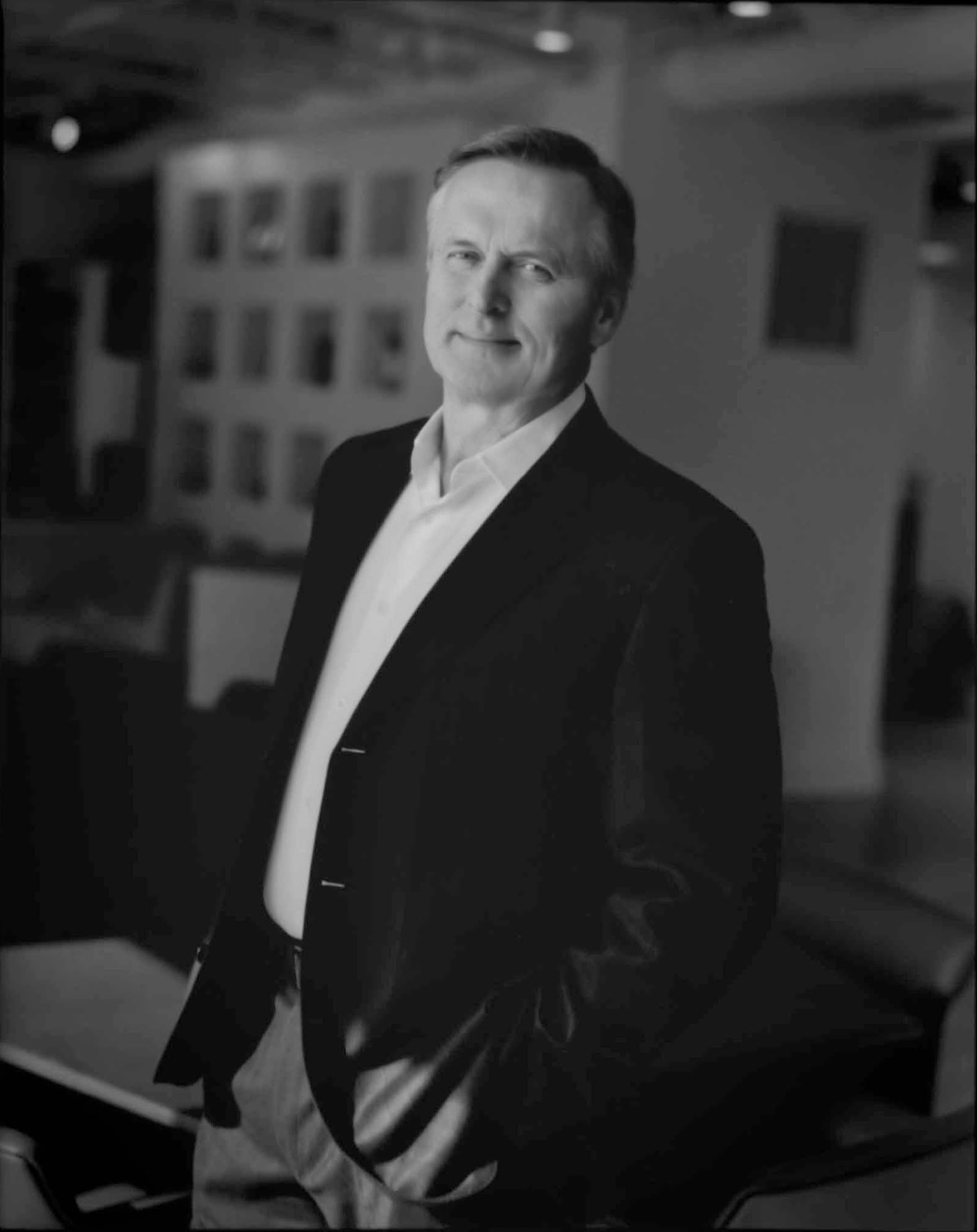
الكاتب جون غريشام

## الحبكة
تبدأ القصة عندما تبحث عائلة تشاندلر برئاسة جد العائلة أِيلي (المعروف باسم "بابي") عن عمال يساعدونهم في قطف القطن. تنجح العائلة في استئجار عائلة سبرول من المناطق الريفية الجبلية وكما عدد من المهاجرين المكسيكيين الذين يأتون إلى المنطقة كل عام بحثًا عن عمل. مع مرور الوقت، يكتشف الولد لوك اسرار كثيرة ومعقدة عن الناس من حوله, على سبيل المثال أحد العمال المُسمى ب-"كاوبوي"، الذي يرأه لوك وهو يقتل رجلًا ويلقي بجثته في النهر. فيما بعد، يهرب نفس العامل مع ابنة عائلة سبرول الذين يعملون أيضًا في قطف القطن التابعة لعائلة تشاندلر. شخصية أخرى هي ريكي، ابن عام لوك، الذي كان لوك يقدّره، وكان يقاتل في كوريا في نفس الوقت. عن ريكي أيضًا يكتشف لوك سرًا، وهو الشائعة التي تقول أنه ربّما ريكي قد جعل إحدى جاراتهم الفقيرات حاملًا.
في خلفية جميع القصص، تصف الرواية روتين الحياة اليومية للعائلة، التي يتألف من العمل الزراعي الصعب، الضغط الاقتصادي الدائم، الزيارة الأسبوعية إلى البلدة المجاورة ومباريات البيسبول المحلية. إلى جانب هذه الروتين، لوك الذي يرغب في تحسين مكانة عائلته الإجتماعية، يوفّر المال بشكل مستقل ويشتري طلاءً للمنزل، بواسطته وبمساعدة المكسيكيين يقوم بطلاء منزل والديه.
قُبيل نهاية القصة، تكتسح فيضانات شديدة حقول العائلة، مما يدفعهم للتفكير في الانتقال إلى البلدة.

## شخصيات رئيسية
- لوك تشاندلر: بطل الرواية والشخصية الذي خلالها تُروى القصة.
- إيلي ("بابي") تشاندلر: جد العائلة وزعيمها. فلاح فخور ومقاتل سابق في الحرب العالمية الأولى.
- روث تشاندلر: الجدة الهادئة والحكيمة في العائلة.
- جيسي تشاندلر: والد لوك، مقاتل سابق في الحرب العالمية الثانية، الذي يعمل بجد لمساعدة العائلة في سداد ديونها.
- طالي سبرول: الفتاة البالغة من العمر 17 عامًا من عائلة سبرول الثي هربت مع كاوبوي.
- كاوبوي: العامل المكسيكي الخطير الذي قتل رجلًا وهرب مع طالي سبرول.

## نسخة تلفيزيونية
في عام 2003، بثت شبكة CBS الأمريكية نسخة تلفيزيونية مقتبسة من الرواية أخرجها الفونسو أرو. بالإضافة إلى زيادة عمر لوك من سبع إلى عشر سنوات وإضافة مشهد قصير في النهاية، بقي نص الحوار وفيًا للمصدر واستخدم العديد من حوارات غريشام بشكل حرفي.

## أنظر أيضًا
جون غريشام
الاستئناف

## روابط خارجية
- A Painted House at IMDb

- https://jgrisham.com/